# Menhir de Saint-Gonvarc'h
Le menhir de Saint-Gonvarc'h, appelé aussi menhir d'Argenton, est un menhir situé sur la commune de Landunvez, dans le département du Finistère en France.

## Historique
Il figure sous le nom de Mez menhir sur le plan cadastral de 1844. Il est classé au titre des monuments historiques par la liste de 1889 et par arrêté du 27 mai 1969.

## Description
Le menhir est un bloc de granite porphyroïde à grands cristaux de feldspath rose, dit granite de l'Aber-Ildut. Il mesure 5,40 m de hauteur pour une largeur à la base de 1,60 m et une épaisseur de 0,90 m. Sa surface a été entièrement régularisée par bouchardage. Il comporte sur la face ouest, près du sol, une cupule de 13 cm de diamètre sur 1 cm de profondeur.

## Annexe